# Carlos Castro (futebolista)
Carlos Castro Mora (Alajuela, 10 de setembro de 1978) é um futebolista costarriquenho, que atua como Zagueiro e Lateral-Esquerdo.

## Carreira
Castro, também conhecido por El Doberman, tem uma carreira muito ligada ao Alajuelense, onde teve três passagens. Atuou também por Rubin Kazan e Haugesund, sem sucesso.

## Seleção
Castro disputou 48 partidas pela Seleção Costarriquenha de Futebol de 2000 a 2007, marcando um gol. Disputou a Copa América de 2001 e a Copa de 2002. Não foi convocado para a Copa de 2006.

## Prêmios Individuais
Seleção Costarriquenha
- Copa Ouro da CONCACAF: 2003 - BEST XI